# Prokop Gjergo
Prokop Gjergo (ur. 3 lipca 1917 w Durrës, zm. 26 lutego 1997) – albański finansista i tłumacz literatury francuskiej. W 2015 roku albańskie wydawnictwo Jozef wydało przekłady autorstwa Gjergji, na które składają się m.in. Mizantrop, Zwady miłosne i Pocieszne wykwintnisie Moliera, Horacjusz, Rodogunda, Nikomed, Kłamca, Polieukt i Śmierć Pompejusza Pierre'a Corneille’a, Atalia, Estera i Berenika Jeana Baptiste’a Racine’a, Cyrano de Bergerac Edmonda Rostanda oraz Zbrodnia Sylwestra Bonnard Anatole’a France’a.